# SLC Punk!
SLC Punk! es una película de cine independiente de 1998 dirigida por James Merendino, correspondiendo las siglas SLC a Salt Lake City, capital del estado estadounidense de Utah.

## Sinopsis
Esta película refleja la vida de un joven punk llamado Stevo, interpretado por Matthew Lillard, de ideología anarquista (aunque entendida como caos, sin relación alguna con la cultura anarco-punk actual), a mediados de la década de 1980.

## Reparto
- Matthew Lillard como Steven "Stevo" Levy.
- Michael A. Goorjian como "Heroin" Bob.
- Jason Segel como Mike.
- Annabeth Gish como Trish.
- Jennifer Lien como Sandy.
- Christopher McDonald como Mr. Levy
- Devon Sawa como Sean the Beggar.
- Adam Pascal como Eddie.
- Til Schweiger como Mark.
- Jimmy Duval como John the Mod.
- Summer Phoenix como Brandy.
- Christopher Ogden como Young Stevo.
- Francis Capra como Young Bob.

## Banda sonora
1. "I Never Promised You a Rose Garden" - The Suicide Machines (originalmente de Lynn Anderson)
2. "Sex and Violence" - The Exploited
3. "I Love Livin' in the City" - Fear
4. "1969" - The Stooges
5. "Too Hot" - The Specials
6. "Cretin Hop" - Ramones
7. "Dreaming" - Blondie
8. "Gangsters" - The Specials
9. "Kiss Me Deadly" - Generation X
10. "Rock N' Roll" - The Velvet Underground
11. "Gasoline Rain" - Moondogg
12. "Mirror in the Bathroom" - Fifi (originalmente de The English Beat)
13. "Amoeba" - The Adolescents
14. "Kill the Poor" - Dead Kennedys
15. "Look Back and Laugh" - Minor Threat
16. "Mother Of Pearl" - Roxy Music

- Datos: Q2061259
- Multimedia: SLC Punk! / Q2061259